# 比耶夫尔 (埃纳省)
比耶夫尔（法語：Bièvres，法語發音：[bjɛvʁ] ⓘ）是法国上法蘭西大區埃纳省的一个市镇，属于拉昂区。

## 地理
比耶夫尔（49°29'37"N, 3°42'40"E）面积2.64 平方千米，位于法国上法蘭西大區埃纳省，该省份为法国北部内陆省份，北起北部省，西接索姆省和瓦兹省，东临阿登省和马恩省，西南至塞纳-马恩省，东北部与比利时接壤。
与比耶夫尔接壤的市镇（或旧市镇、城区）包括：谢尔米济亚耶、马蒂尼库皮埃尔、蒙沙隆、奥热瓦勒、普卢瓦亚尔和沃尔塞讷。

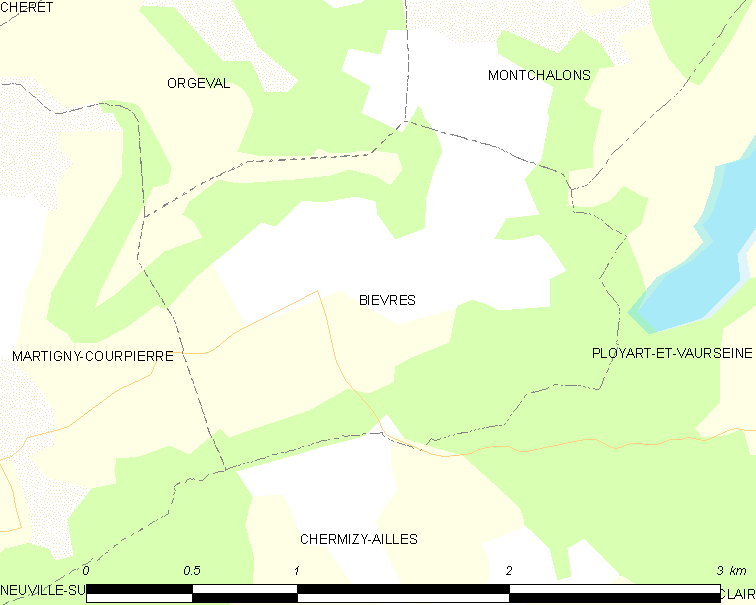
的OSM定位图

比耶夫尔的时区为UTC+01:00、UTC+02:00（夏令时）。

## 行政
比耶夫尔的邮政编码为02860，INSEE市镇编码为02088。

## 政治
比耶夫尔所属的省级选区为拉昂第二县。

## 人口

1962-2008年间人口变化图示

比耶夫尔于2022年1月1日时的人口数量为80人。